# Torpedo Niżny Nowogród (hokej na lodzie)
Torpedo Niżny Nowogród (ros. Торпедо Нижний Новгород) – rosyjski klub hokejowy z siedzibą w Niżnym Nowogrodzie występujący w lidze KHL.

## Historia
Dotychczasowe nazwy
- Torpedo Gorki (1947−1991)
- Torpedo Niżny Nowogród (1991-)

Klubem farmerskim został HK Sarow występujący w WHL. Po sezonie 2018/2019 jego miejsce zajął Torpedo-Gorki w tej samej lidze.
Drużyną juniorską jest Czajka Niżny Nowogród występująca w MHL.
Przed sezonem 2013/2014 władze ligi KHL przeniosły Torpedo z Konferencji Zachód (Dywizja Tarasowa) do Konferencji Wschód (Dywizja Charłamowa). Po jego zakończeniu Torpedo ponownie trafiło do Dywizji Tarasowa. W 2018 Torpedo znów przesunięto do Dywizji Charłamowa w Konferencji Wschód. Przed sezonem KHL (2019/2020) Torpedo zostało przeniesione z Konferencji Wschód, Dywizji Charłamowa do Konferencji Zachód, Dywizji Tarasowa, a przed sezonem KHL (2020/2021) ponownie przeniesione do Konferencji Wschód i Dywizji Charłamowa. Przed sezonem KHL (2021/2022) Torpedo przeniesiono z Dywizji Charłamowa (Konferencja Wschód) do Dywizji Bobrowa (Konferencja Zachód).

## Sukcesy
- Pierwsze miejsce w Turnieju Barbórkowym: 1957[9]
- Finał Pucharu ZSRR: 1961
- Srebrny medal mistrzostw ZSRR: 1961
- Złoty medal wyższej ligi: 1997, 2003, 2007
- Awans do Superligi: 1997, 1999, 2003, 2007
- Pierwsze miejsce w Dywizji Tarasowa w sezonie regularnym: 2012

## Szkoleniowcy
Od kwietnia 2011 do grudnia 2012 roku trenerem drużyny był Fin Kari Jalonen. Do końca sezonu KHL (2012/2013) drużynę prowadził Wiaczesław Rjanow. W kwietniu 2013 roku jego następcą został Łotysz Pēteris Skudra, a z kolei w maju jego asystentem Białorusin Andrej Skabiełka. Po sezonie 2013/2014 asystentem został Alaksandr Makrycki, a jego miejsce w 2016 zajął Igor Matuszkin. W połowie 2014 do sztabu trenerskiego wszedł Artiom Czubarow. W sztabie pracował także Girts Ankipans. Po sezonie KHL (2017/2018) trenera Skudrę zastąpił David Nemirovsky, a jego asystentem został Fredrik Stillman. W styczniu 2019 do sztabu wszedł Łotysz Sandis Ozoliņš. Po sezonie KHL (2021/2022) ze sztabu odeszli trenerzy Nemirovsky, Ozoliņš, Artiom Czubarow i Władimir Kulikow. 1 maja 2022 nowym głównym trenerem został ogłoszony Igor Łarionow, a trenerem bramkarzy Nikołaj Chabibulin. W kwietniu 2025 trener Łarionow odszedł ze stanowiska